# Прајезик
Прајезик (понекад протојезик) је језик, чијом диференцијацијом су се појавили други сродни језици или наречја, те се због тога може сматрати њиховим заједничким претком. Посебни језици су обично означени префиксом пра-, мада се понекад ради поједностављења, оно изоставља. Примери прајезика на разним нивоима сродства су на пример праиндоевропски језик, прасловенски језик. Понекад је прајезик језик постојећи, као нпр. праромански, који је општи предак свих романских језика и истовремено је сличан народном латинском језику.
Будући да су записи прајезика несавршени или их уопште нема, већину прајезика је потребно реконструисати. Реконструкцијом се бави релативно-историјска лингвистика.